# Africký pohár národů 1968
Africký pohár národů 1968 bylo 6. mistrovství pořádané fotbalovou asociací CAF. Vítězem se stala Fotbalová reprezentace Konžské demokratické republiky.

## Kvalifikace
Hlavní článek: Kvalifikace na Africký pohár národů 1968

## Základní skupiny

### Skupina A
| Tým               | Z | V | R | P | VG | IG | B |
| ----------------- | - | - | - | - | -- | -- | - |
| Etiopie           | 3 | 3 | 0 | 0 | 6  | 2  | 6 |
| Pobřeží slonoviny | 3 | 2 | 0 | 1 | 5  | 2  | 4 |
| Alžírsko          | 3 | 1 | 0 | 2 | 5  | 6  | 2 |
| Uganda            | 3 | 0 | 0 | 3 | 2  | 8  | 0 |

| {{{datum}}} |             |            |               |
| {{{tým1}}}  | {{{skóre}}} | {{{tým2}}} | {{{stadion}}} |
|             |             |            | {{{stadion}}} |

| {{{datum}}} |             |            |               |
| {{{tým1}}}  | {{{skóre}}} | {{{tým2}}} | {{{stadion}}} |
|             |             |            | {{{stadion}}} |

| {{{datum}}} |             |            |               |
| {{{tým1}}}  | {{{skóre}}} | {{{tým2}}} | {{{stadion}}} |
|             |             |            | {{{stadion}}} |

| {{{datum}}} |             |            |               |
| {{{tým1}}}  | {{{skóre}}} | {{{tým2}}} | {{{stadion}}} |
|             |             |            | {{{stadion}}} |

| {{{datum}}} |             |            |               |
| {{{tým1}}}  | {{{skóre}}} | {{{tým2}}} | {{{stadion}}} |
|             |             |            | {{{stadion}}} |

| {{{datum}}} |             |            |               |
| {{{tým1}}}  | {{{skóre}}} | {{{tým2}}} | {{{stadion}}} |
|             |             |            | {{{stadion}}} |

### Skupina B
| Tým               | Z | V | R | P | VG | IG | B |
| ----------------- | - | - | - | - | -- | -- | - |
| Ghana             | 3 | 2 | 1 | 0 | 7  | 4  | 5 |
| DR Kongo          | 3 | 2 | 0 | 1 | 6  | 3  | 4 |
| Senegal           | 3 | 1 | 1 | 1 | 5  | 5  | 3 |
| Konžská republika | 3 | 0 | 0 | 3 | 2  | 8  | 0 |

| {{{datum}}} |             |            |               |
| {{{tým1}}}  | {{{skóre}}} | {{{tým2}}} | {{{stadion}}} |
|             |             |            | {{{stadion}}} |

| {{{datum}}} |             |            |               |
| {{{tým1}}}  | {{{skóre}}} | {{{tým2}}} | {{{stadion}}} |
|             |             |            | {{{stadion}}} |

| {{{datum}}} |             |            |               |
| {{{tým1}}}  | {{{skóre}}} | {{{tým2}}} | {{{stadion}}} |
|             |             |            | {{{stadion}}} |

| {{{datum}}} |             |            |               |
| {{{tým1}}}  | {{{skóre}}} | {{{tým2}}} | {{{stadion}}} |
|             |             |            | {{{stadion}}} |

| {{{datum}}} |             |            |               |
| {{{tým1}}}  | {{{skóre}}} | {{{tým2}}} | {{{stadion}}} |
|             |             |            | {{{stadion}}} |

| {{{datum}}} |             |            |               |
| {{{tým1}}}  | {{{skóre}}} | {{{tým2}}} | {{{stadion}}} |
|             |             |            | {{{stadion}}} |

## Play off

### Semifinále
| {{{datum}}} |             |            |               |
| {{{tým1}}}  | {{{skóre}}} | {{{tým2}}} | {{{stadion}}} |
|             |             |            | {{{stadion}}} |

| {{{datum}}} |             |            |               |
| {{{tým1}}}  | {{{skóre}}} | {{{tým2}}} | {{{stadion}}} |
|             |             |            | {{{stadion}}} |

### O 3. místo
| {{{datum}}} |             |            |               |
| {{{tým1}}}  | {{{skóre}}} | {{{tým2}}} | {{{stadion}}} |
|             |             |            | {{{stadion}}} |

### Finále
| {{{datum}}} |             |            |               |
| {{{tým1}}}  | {{{skóre}}} | {{{tým2}}} | {{{stadion}}} |
|             |             |            | {{{stadion}}} |